# Carya

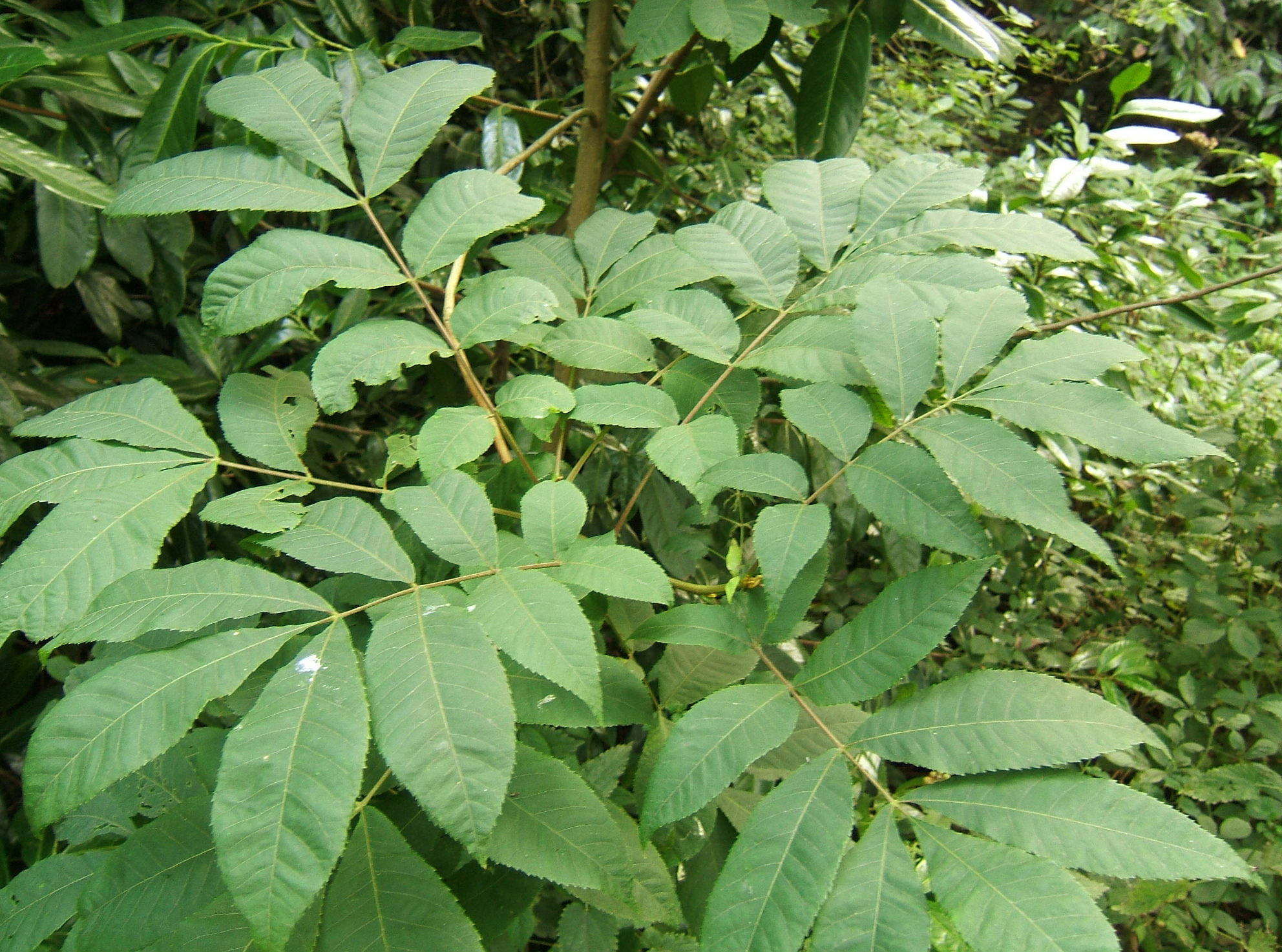
Follaje de Carya cordiformis.

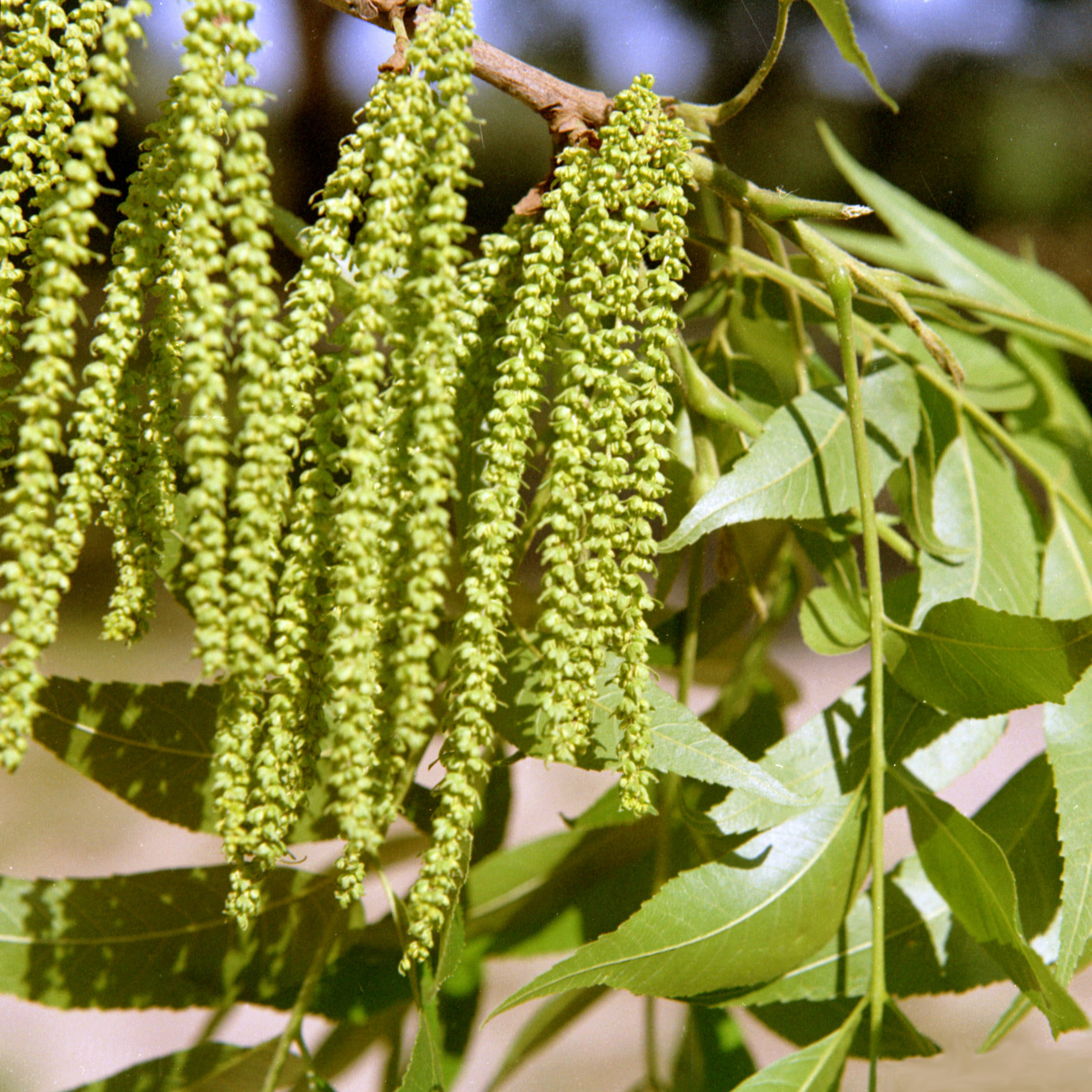
Amento masculino de Carya illinoinensis.

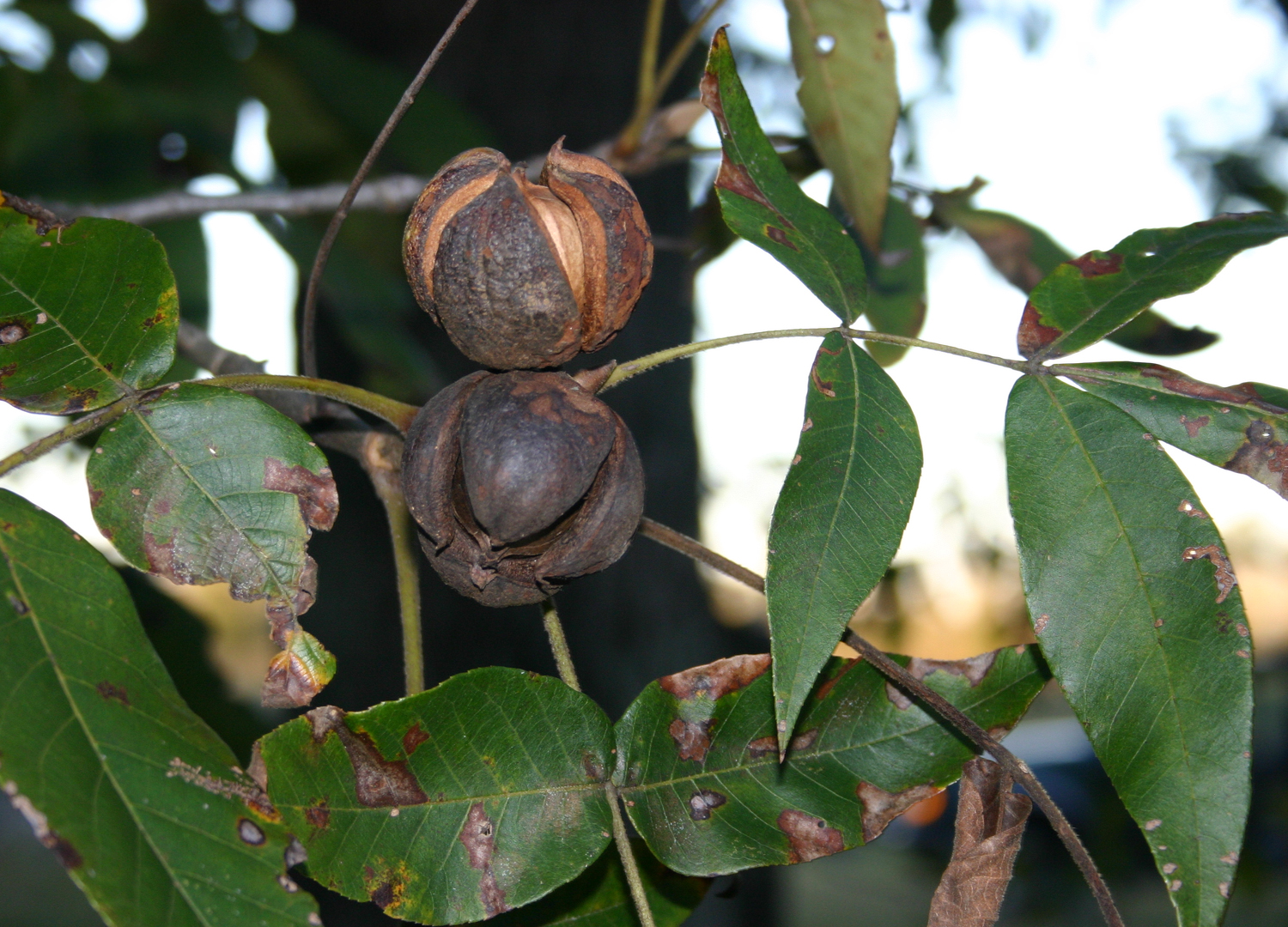
Nueces maduras de Carya ovata, a punto de caer, Andrews, Carolina del Sur (Estados Unidos).

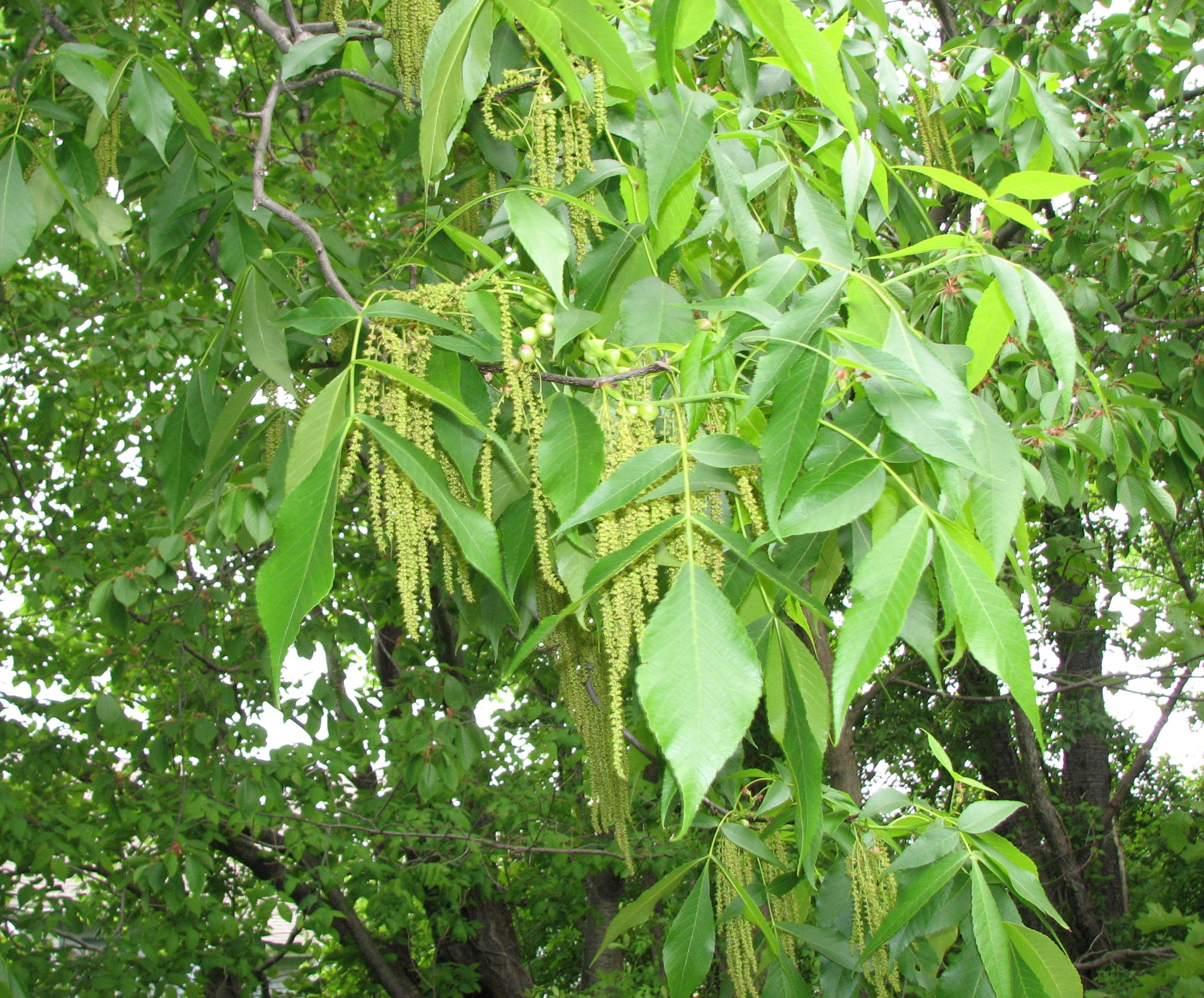
Carya glabra con amentos y agallas de Phylloxera perniciosa sp.

Carya, caria o pacana es un género de plantas arbóreas, más raramente arbustivas, de la familia Juglandaceae. Incluye una treintena de taxones aceptados —entre específicos, infraespecíficos e híbridos— de los casi 150 descritos.

## Etimología
carya: derivado del griego κάρυον, "nuez".

## Descripción
Árboles, más raramente arbustos, de 3 hasta 50 metros de altura, monoicos como todos los representantes de la familia, con corteza de color gris o parduzco, lisa con fisuras en individuos jóvenes, tornándose arrugada y ocasionalmente profundamente surcada o exfoliada en escamas laminares o bien en cintas largas o anchas. Las hojas son imparipinnadas, con peciolo de glabro a pubescente o escamoso y 3-21 folíolos peciolulados de margen asserado —los distales más grande— que miden de 2-26 por 1-14 cm. Los amentos masculinos, colgantes, son de 3 fascículos de flores con 3-15 estambres pubesentes o no. Las flores femeninas se organizan en espigas terminales. Los frutos son drupáceos ("drupa involucrada" o "trima") de involucro dehiscentes en 4 valvas de suturas lisas o aladas, con nuez comprimida o no, angulosa o lisa, suave o verrugosa, de cáscara fina o gruesa y de color pardo, ocasionalmente moteado de negro o marrón. La semilla puede ser dulce o amarga.

## Distribución
Una docena de especies son nativas de Norteamérica (11 en EE. UU., 1 en México), y unas 5–6 de China e Indochina. Un cierto número de especies han sido introducidas en diversas regiones del mundo con fines ornamentales, alimenticios o industriales.

## Especies y clasificación
- Véase: Anexo: especies del género Carya (Juglandaceae)

Asia
- Carya sección Sinocarya – Pacanas asiáticas

Por ejemplo:
- Carya cathayensis Sarg.
- Carya dabieshanensis M.C. Liu (puede ser sinónimo de C. cathayensis)
- Carya hunanensis W.C.Cheng & R.H.Chang
- Carya kweichowensis Kuang & A.M.Lu
- Carya poilanei Leroy
- Carya tonkinensis Lecomte

Norteamérica
- Carya sección Carya – Pacanas típicas

Por ejemplo:
- Carya floridana Sarg.
- Carya glabra (Mill.) Sweet
- Carya myristiciformis (F.Michx.) Nutt.
- Carya ovalis (Wangenh.) Sarg. (tratada como un sinónimo de C. glabra por Flora N. Amer.)
- Carya ovata (Mill.) K.Koch
  - Carya ovata var. ovata
  - Carya ovata var. australis (sin. C. carolinae-septentrionalis)

- Carya laciniosa (Mill.) K.Koch
- Carya pallida (Ashe) Engl. & Graebn.
- Carya texana Buckley
- Carya tomentosa (Poir.) Nutt. (sin. C. alba)

- Carya sección Apocarya – Pacanas

Por ejemplo:
- Carya aquatica (F.Michx.) Nutt.
- Carya cordiformis  (Asch.) Graebn.
- Carya illinoensis K.Koch ; "pacana"
- Carya palmeri W.E. Manning – Mexican Hickory

## Usos
El género tiene cierta importancia económica: por ejemplo, Carya illinoinensis, el pacano y su fruto la pacana, es el más importante productor nativo de «nueces» de Norteamérica, y la madera de los verdaderos «nogales americanos» es sin igual para la fabricación de mangos de herramientas y palos de golf por su solidez y resistencia a los golpes. También las pacanas son una buena fuente alimenticia para la fauna salvaje y están muy apreciadas en la gastronomía humana. Además, la madera del pacano es bastante popular en los asados en Estados Unidos y otros países, siendo utilizada frecuentemente en los ahumados de carnes, conocido por dar un característico toque de aroma y sabor al quemarse mientras se cocina la carne.
Por otra parte, Carya cordiformis, C. glabra y C. ovata están cultivados extensivamente en la Europa central como madera de construcción.